# Literaturhaus Basel

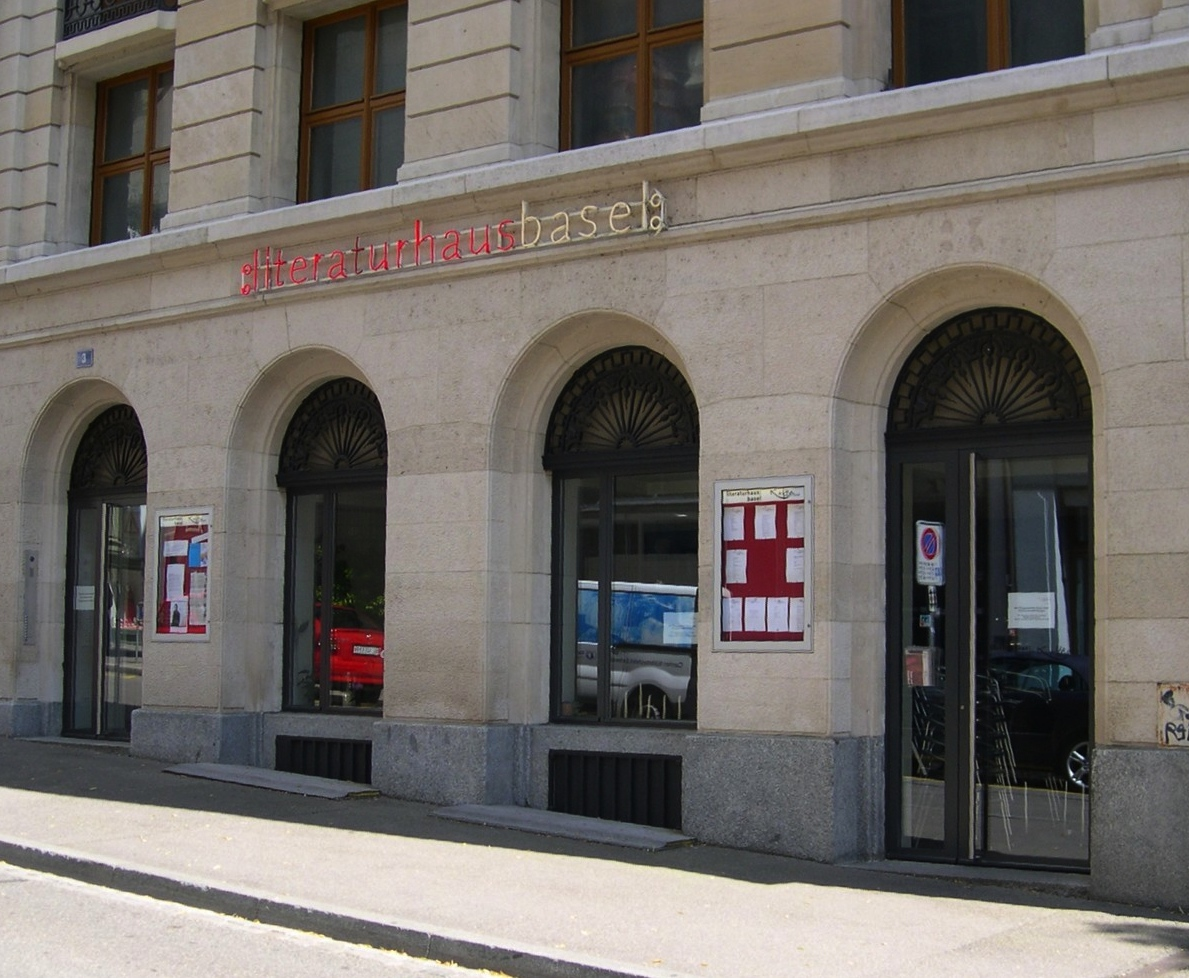
Basler Literaturhaus an der Barfüssergasse

Das Literaturhaus Basel ist ein Literaturhaus in der Stadt Basel. Träger ist der «Verein LiteraturBasel». Es wurde im Jahre 2000 eröffnet und bietet seither öffentliche Lesungen, Diskussionsrunden, literarische Spaziergänge und andere Veranstaltungen an. Das Lektorat am Literaturhaus Basel bietet zudem einen professionellen Lektorats-Service an.
Präsidentin des Trägervereins ist Eva Herzog. Die Intendantin Katrin Eckert leitet das Literaturhaus Basel seit Oktober 2008.

## Weblink
- Offizielle Website